# Coon Rapids (Iowa)
Coon Rapids és una població dels Estats Units a l'estat d'Iowa. Segons el cens del 2000 tenia 1.305 habitants.

## Demografia
Segons el cens del 2000, Coon Rapids tenia 1.305 habitants, 543 habitatges, i 346 famílies. La densitat de població era de 289,6 habitants per km².
Dels 543 habitatges en un 27,8% hi vivien nens de menys de 18 anys, en un 53,6% hi vivien parelles casades, en un 7,9% dones solteres, i en un 36,1% no eren unitats familiars. En el 33,9% dels habitatges hi vivien persones soles el 19,7% de les quals corresponia a persones de 65 anys o més que vivien soles. El nombre mitjà de persones vivint en cada habitatge era de 2,31 i el nombre mitjà de persones que vivien en cada família era de 2,95.
Per edats la població es repartia de la següent manera: un 23% tenia menys de 18 anys, un 7% entre 18 i 24, un 23% entre 25 i 44, un 21,6% de 45 a 60 i un 25,8% 65 anys o més.
L'edat mediana era de 43 anys. Per cada 100 dones de 18 o més anys hi havia 83,4 homes.
La renda mediana per habitatge era de 32.951 $ i la renda mediana per família de 39.800 $. Els homes tenien una renda mediana de 29.018 $ mentre que les dones 22.167 $. La renda per capita de la població era de 16.765 $. Entorn del 6,8% de les famílies i el 9,1% de la població estaven per davall del llindar de pobresa.

## Poblacions més properes
El següent diagrama mostra les poblacions més properes.